# To You (曽根由希江のアルバム)
「to You」（トゥー・ユー）は、曽根由希江のオリジナルアルバム。2012年6月27日にドリーミュージックから発売された。

## 概要
初回盤Aの特典として、自身がレギュラーパーソナリティを務める文化放送『リッスン? 〜Live 4 Life〜』のスペシャル版が収められたDVDと、”リッスン？×to You コラボステッカー”が封入されている。初回盤Bの特典として、直筆歌詞入りフォトブックと、デビューシングル「ギンモクセイ」の歌コミックが付いている。

## 収録曲
- 全作詞・作曲：曽根由希江（特記以外）

1. 君のとなりに
編曲：藤井理央
2. 私の知らない君
編曲：藤井理央
3. 手をたたこう
編曲：根岸貴幸
4. キミだけ
編曲：根岸貴幸
5. darlin'
作曲：曽根由希江・前田克樹　編曲：根岸貴幸
6. 会いたい
編曲：藤井理央
7. ねぇ、どうして
編曲：藤井理央
8. まだ･･･
作曲：曽根由希江・前田克樹　編曲：藤井理央
9. New days
編曲：藤井理央
10. 風のエール
作曲：曽根由希江・前田克樹　編曲：根岸貴幸
11. 帰り道
編曲：藤井理央
12. Happy song
作曲：曽根由希江・前田克樹　編曲：根岸貴幸
13. HOME
編曲：藤井理央
14. ミライ・トライ
作曲：曽根由希江・藤井理央　編曲：藤井理央
  - 初回盤のみ収録のBonus Track

## タイアップ
- 君のとなりに:テレビ東京系ドラマ24『ここが噂のエル・パラシオ』 EDテーマ
- 私の知らない君:日本テレビ系『PON!』 2012年6月度EDテーマ
- 手をたたこう:プレナスなでしこリーグ/プレナスチャレンジリーグ 2012オフィシャルソング
- ねぇ、どうして:フジテレビフラワーネット 2012年4月～5月 TVCM イメージソング
- New days:NEWDAYS10周年テーマソング
- HOME:テレビ朝日系『おみやさん』 主題歌